# Rosso Orvietano Ciliegiolo
Il Rosso Orvietano Ciliegiolo è un vino DOC la cui produzione è consentita nella provincia di Terni.

## Caratteristiche organolettiche
- colore: rosso rubino intenso
- odore: vinoso, delicato
- sapore: fruttato, con retrogusto caratteristico

## Produzione
Provincia, stagione, volume in ettolitri
- nessun dato disponibile